# Goryphus caperatus
Goryphus caperatus là một loài tò vò trong họ Ichneumonidae.